# Daphne Walker
Daphne Walker (* vor 1939; † nach 1947) war eine britische Eiskunstläuferin, die im Einzellauf startete.
Im Jahr 1938 bestritt sie ihre erste Europa- und Weltmeisterschaft und beendete sie auf dem zehnten, bzw. siebten Platz. Bei der letzten Europameisterschaft vor dem Zweiten Weltkrieg gewann sie 1939 die Bronzemedaille hinter ihren Landsfrauen Cecilia Colledge und Megan Taylor. Dies gelang ihr auch bei der Weltmeisterschaft 1939, diesmal vor Taylor und Hedy Stenuf, da Colledge verletzungsbedingt absagen musste. Nachdem es aufgrund der Weltkriegspause sieben Jahre keine Turniere gab, kehrte sie 1947 zurück, wurde britische Meisterin und verteidigte ihre Bronzemedaille von 1939 bei der Europameisterschaft 1947 in Davos hinter Barbara Ann Scott und Gretchen Merrill. Bei der ersten Weltmeisterschaft nach der Weltkriegspause wurde sie in Stockholm sogar Vize-Weltmeisterin hinter Scott und vor Merrill.

## Ergebnisse
| Wettbewerb / Jahr         | 1938 | 1939 | 1947 |
| ------------------------- | ---- | ---- | ---- |
| Weltmeisterschaften       | 7.   | 3.   | 2.   |
| Europameisterschaften     | 10.  | 3.   | 3.   |
| Britische Meisterschaften |      |      | 1.   |

| Personendaten    | Personendaten              |
| ---------------- | -------------------------- |
| NAME             | Walker, Daphne             |
| KURZBESCHREIBUNG | britische Eiskunstläuferin |
| GEBURTSDATUM     | vor 1939                   |
| STERBEDATUM      | nach 1947                  |